# Мелавка
Мелавка — село в Касторенском районе Курской области России. Входит в состав Семёновского сельсовета. До 2010 года являлось административным центром Мелавского сельсовета.

## История
- Образовалось село в конце 18 века, это был хутор однодворческий, не имеющий названия. Позднее хутор разросся в деревню, именующуюся Мелавка, деревня получила название от рядом находящегося оврага Меловой. Мелавка казенная деревня, расположенная по правой стороне Острожской торговой проселочной дороги, на реке Кривой колодезь.
- В 1859 году, деревня имела  72 двора, 288 душ мужского и 295 женского пола.
- В 1861 году построен Храм Казанской иконы Божией матери.
- Постановлением Курского Облисполкома от 8 июня 1940, храм был закрыт. Использован на строительство райцентра. После прихода Советской власти и в селе Мелавка появился сельсовет.
- В 1880 году с. Мелавка территориально входила в Ореховскую волость Землянского уезда. В селе было 117 дворов,проживало  854 человека. Также в селе была торговая лавка.
- В 1887 году в с. Мелавка было уже 150 дворов и проживало 1242 жителя.
- В 1924 году территорию Мелавского сельсовета составляло только село Мелавка. В нем насчитывалось 324 хозяйства, 1728 жителей. Одна школа первой ступени, с двумя учителями.
- Согласно Всесоюзной переписи населения 1926 года, Мелавка входит в состав Нижднедевицкого уезда (Землянский упразднен в 1923 г.) Касторенской волости, Мелавского сельсовета. Насчитывает 324 двора, 1775 жителей. Территорию Мелавского сельсовета составляли село: Долгуша; Мелавка. Население сельсовета 2988 человек.
- До и после войны в Мелавском сельсовете действовало несколько колхозов

## География
Село находится в восточной части Курской области, в лесостепной зоне, в пределах юго-западной части Среднерусской возвышенности, на берегах реки Ведуги, на расстоянии примерно 11 километров (по прямой) к востоку-северо-востоку (ENE) от посёлка городского типа Касторное, административного центра района. Абсолютная высота — 170 метров над уровнем моря.
Часовой пояс
Село Мелавка, как и вся Курская область, находится в часовой зоне МСК (московское время). Смещение применяемого времени относительно UTC составляет +3:00.

## Население
| 1859 | 1897  | 2002 | 2010 |
| ---- | ----- | ---- | ---- |
| 583  | ↗1300 | ↘224 | ↘134 |

Гендерный состав
По данным Всероссийской переписи населения 2010 года в гендерной структуре населения мужчины составляли 45,5 %, женщины — соответственно 54,5 %.
Национальный состав
Согласно результатам переписи 2002 года, в национальной структуре населения русские составляли 96 % из 224 чел.

## Улицы
Уличная сеть села состоит из четырёх улиц.